# John Wilkes
John Wilkes, född 17 oktober 1727 i London, död där 26 december 1797, var en radikal brittisk politiker och publicist.

## Ungdom
Wilkes, som var son till en förmögen spritfabrikant, studerade 1744–1748 i Leiden. Han ingick vid hemkomsten ett rikt gifte, men övergav snart sin hustru och förde ett utsvävande societetsliv. År 1757 valdes han till ledamot av underhuset och kom som anhängare av William Pitt den äldre i opposition mot ministären Bute, en opposition, som fick starkt personlig prägel, på grund av att Wilkes, som gjort av med sin betydande förmögenhet, utan framgång sökt några tjänster och tillskrev Bute sitt misslyckande. 

## Tidningsutgivare och statsfiende
John Wilkes grundade i juni 1762 tidningen "The North Briton" och förföljde där ministären med hänsynslös bitterhet. Så snart Bute lämnat sin plats, upphörde tidningen att utkomma, men då ministären Grenville i sitt trontal inte tydligt tog avstånd från företrädarens politik, så utgavs den 23 april 1763 ett tilläggsnummer, nummer 45, som av hovpartiet sågs som ett direkt anfall på kungens person. En order undertecknad av statssekreteraren lord Halifax påbjöd, utan att ange de anklagades namn, att det brottsliga tidningsnumrets "författare, tryckare och utgivare" skulle häktas och deras papper beslagtagas. 49 personer häktades, och John Wilkes sattes i fängelse i Towern, men frigavs efter en vecka. 
Efter frigivningen lät John Wilkes omtrycka alla nummer av sin tidning, samtidigt som han tryckte i en enskild press i sin bostad för utdelning bland vänner i 13 exemplar en till en del av Thomas Potter författad pornografisk skrift An Essay on Woman, en parodi på Alexander Popes An Essay on Man. Underhuset befallde den 15 november, att nummer 45 i egenskap av smädeskrift skulle brännas av bödeln, och överhuset anhöll, att John Wilkes skulle åtalas för hädelse. Parlamentet förklarade vidare, att parlamentsprivilegierna inte gällde i fråga om författande och utgivning av samhällsfördärvande flygskrifter.
Den 19 januari 1764 uteslöts Wilkes ur underhuset och den 21 februari dömde King's bench honom för tryckningen av nummer 45 samt för An Essay on Woman. Då John Wilkes farit till Paris och inte inställde sig för att höra domen, ställdes han utom lagen. 

## Politisk flykting
I Paris firades Wilkes som en upplysningens martyr av encyklopedisterna, företog sedan en italiensk resa, besökte Voltaire och återkom 1768 till England. Han sökte nu förgäves kunglig nåd. Middlesex valmän valde in honom i mars 1768 till en plats i underhuset, och han lyckades hos King's bench få fridlöshetsdomen förklarad ogiltig (juni). Kort därpå dömdes han emellertid för smädeskriveri till 22 månaders fängelse, 1 000 pund sterling i böter och sju års förlust av medborgerligt förtroende. 

## Politisk martyr
Då han fördes till fängelset, anställde massorna ovationer för honom. När underhuset den 4 februari 1769 ännu en gång uteslöt honom, började mellan det av ministären ledda parlamentet och väljarna en kamp, som dittills saknat motstycke i Englands historia. Ytterligare tre gånger omvald under de första månaderna av 1769, ratades han tre gånger av underhuset, som sista gången förklarade den besegrade motkandidaten, Henry Luttrell, vald. 
John Wilkes kom mer än någonsin att framstå som en martyr för friheten. Wilkes och friheten blev oppositionens lösen, och Pitt framslungade en kraftig protest mot det inkonstitutionella i parlamentets tillvägagångssätt. Wilkes hyllades i sin cell av whigpartiets chefer, stora summor insamlades till hans förmån, och då han den 17 april 1770 lämnade fängelset, illuminerades London.

## Politisk triumfator
Trots hovets alla bemödanden valdes John Wilkes till ålderman i Londons city (1769) och till sheriff i London och Middlesex (1771). År 1774 valdes han till lord Mayor och samma år till representant för Middlesex i underhuset som han innehade till 1790. Huset samtyckte maj 1782 till, att dess mot honom 1769 riktade beslut utplånades ur protokollet. Wilkes var kamrerare i city – en mycket lönsam befattning – från 1779 till sin död. Hans Letters to his Daughter utgavs 1804 i 4 band och hans Correspondence with his Friends 1805 i 5 band.